# Калкув (Свентокшиське воєводство)
Калкув (пол. Kałków) — село в Польщі, у гміні Павлув Стараховицького повіту Свентокшиського воєводства.
Населення — 490 осіб (2011).
У 1975-1998 роках село належало до Келецького воєводства.

## Демографія
Демографічна структура на день 31 березня 2011 року:
|          | Загалом | Допрацездатний вік | Працездатний вік | Постпрацездатний вік |
| -------- | ------- | ------------------ | ---------------- | -------------------- |
| Чоловіки | 250     | 55                 | 169              | 26                   |
| Жінки    | 240     | 42                 | 147              | 51                   |
| Разом    | 490     | 97                 | 316              | 77                   |